# Joan Manuel Gisbert
Joan Manuel Gisbert (Barcelona, 16 d'octubre de 1949) és un escriptor català de literatura infantil i juvenil. Les seves obres han estat traduïdes a vint llengües i han obtingut alguns dels premis més importants de l'àmbit estatal.

## Obres en català
- Petita història del Barça. Mediterrània, 1982
- Escenaris fantàstics. Laia, 1983
- Pleniluni de cera i altres peces. Eds. 62, 1983
- Bestiari fantàstic. Argos-Vergara, 1983
- La misteriosa desaparició d'Odiel Munro. L'Atzar, 1984
- Màgic concert i altres peces. Eds. 62, 1984
- Secrets de ventalls. Argos-Vergara, 1985
- El mag d'Esmirna. Anaya, 1987
- L'arquitecte i l'emperador d'Aràbia. Baula, 1988
- Històries secretes de l'espai. Edebé, 1988
- El talismà de l'Adriàtic. Cruïlla, 1990
- L'últim enigma. Grijalbo Mondadori, 1993
- L'enigma de la noia adormida. Bruño, 1994
- La frontera invisible. Cruïlla, 1995
- Els miralls venecians. Baula, 1995
- La Veu de Matinada. Edebé, 1995
- Els armaris negres. Grup Promotor, 1997
- Aigualluna. Baula, 1998
- El refugi dels rat-penats. Baula, 1999
- El palau dels tres ulls. Baula, 2003
- Fabulosa nit de Sant Joan. Baula, 2004
- El misteri de l'illa de Tökland. Planeta & Oxford, 2005
- La mansió dels abismes. Planeta & Oxford, 2005
- Mags del capvespre. Baula, 2006
- Els camins de la por. Planeta & Oxford, 2006
- Llegendes del planeta Thàmyris. Planeta & Oxford, 2006
- Els misteriosos regals de la nit. Planeta & Oxford, 2006
- El joc secret. Baula, 2007
- Els somnis de la sibil·la, un dels Cinc contes sobre Velázquez. Oxford University Press, 2010.
- Les illes fabuloses. Diálogo, 2011
- La fira de la nit eterna. Baula, 2012.
- El viatge secret. Baula, 2013.
- El bosc dels Desapareguts. Baula, 2013.
- Regals per al rei del bosc, Baula, 2017.
- El secret del llac subterrani, Baula, 2020.